# Callopistria microptera
Callopistria microptera är en fjärilsart som beskrevs av George Francis Hampson 1908. Callopistria microptera ingår i släktet Callopistria och familjen nattflyn. Inga underarter finns listade i Catalogue of Life.